# Jeremy Bentham
Jeremy Bentham   (Houndsditch i Londres, 15 de febrer de 1748 - Londres, 6 de juny de 1832) fou un pensador i reformador polític anglès, pare de l'utilitarisme.
Jeremy Bentham va néixer a Houndsditch, Londres, el 15 de febrer de 1748, fill d'una rica i important família històrica de jutges, i va morir a Londres el 6 de juny de 1832. Va ser el pare de l'utilitarisme i des de petit va mostrar un gran interès en el camp de l'estudi.
Als tres anys llegia volums de la història d'Anglaterra, als cinc començava a tocar amb facilitat el violí i parlava amb fluïdesa altres llengües com el francès i el llatí als sis anys. En veure la seva facilitat en l'aprenentatge va ser enviat als 12 anys a The Queen's College, Oxford, i als 15 anys ja es va treure la carrera i als 18 tenia el màster que li va permetre exercir la professió de jurista. Quan va començar a treballar en una associació important d'advocats de Londres i de la resta d'Anglaterra, es va adonar dels greus errors del codi legal d'Anglaterra de mitjans del segle xviii, i des del moment que va entrar en aquella associació va buscar una nova política legislativa i reformes socials que afavoririen els plaers de la majoria i serien més útils per a la població.Tot i escriure molt, Bentham va publicar poc i fonamentalment se li deuen dues obres jurídiques, Fragment sobre el govern (1777) i Introducció als principis de la moral i la legislació. (1789), però va tenir una gran importància en l'àmbit britànic gràcies a la publicació de revistes polítiques de caràcter reformista i al seu cercle d'amics i deixebles, entre els quals destaca John Stuart Mill.
Bentham era un republicà, laic i partidari de l'abolició de l'esclavatge i d'acabar la pena de mort, També va ser un defensor dels dret dels homosexuals i dels drets dels animals. Es va oposar radicalment a les teories del dret natural (que qualificava de "disbarat sobre xanques").

## Treballs i obra

Defence of usury, 1788

Bentham és el creador de l'utilitarisme, una teoria de caràcter conseqüencialista, val a dir, que avalua la bondat d'un acte (moral, polític econòmic) per les seves conseqüències: segons ell, la utilitat governa l'existència humana i aquest criteri de caràcter empirista i avaluable permet trobar el que és bo o dolent per a les persones; per tant, sempre s'havia de triar l'útil per molt antiintuïtiu que sigui. És el càlcul i no les emocions l'únic criteri que permet considerar de manera objectiva el valor de la vida bona o, dit d'una altra manera, per a l'utilitarisme benthamita (utilitarisme de l'acte) el valor d'una acció ve determinada pel preu que estem disposats a pagar per realitzar-la -no només en termes econòmics, sinó emocionals, personals, etc. Per tal de clarificar l'acció és bàsic descriure-la en termes objectius, de manera que l'utilitarisme benthamita és clarament antimetafísic. L'utilitarisme es basa la regla de cercar el màxim plaer per al màxim de persones possibles, evitant el dolor de la societat encara que fos amb el descontentament d'una minoria. L'avaluació de les conseqüències es fonamenta en el principi segons el qual cadascú val per un i tan sols per un.
També va destacar en el camp de les lleis i les condemnes per als presos, i va escriure que: 
La natura era el lloc en què la humanitat estava sota la governació de dues forces; el dolor i el plaer. [És per a ells sol]? assenyalar què hauríem de fer, així com determinar què farem. En una mà tenim l'estàndard de la veritat i de la falsedat; en canvi, en l'altra tenim una cadena de causes i efectes estan subjectes al tron de la natura. Aquesta naturalesa ens governa en tot el que fem, diem i pensem. (Capítol 1 dels principis de la moral i de la legislació).
Aquí veiem el seu interès per modernitzar les lleis i fer veure als jutges anglesos (tories) la naturalitat de les persones; els seus caràcters innats (quan ell diu que en la naturalesa regna el dolor i el plaer), la relativitat de les coses, els canvis momentanis de les persones quan estan en venjança calenta, etc. Va admirar el treball que van fer Beccaria i Prestley sobre l'abolició de la pena de mort i sobre deixar d'una banda la llei que actuava amb violència, ja que per ells, l'únic que feia això és provocar més odi i fer més dura una societat per les dures mesures preses pels governs si els seus ciutadans no complissin les lleis de l'Estat. Així com la mesura que va inventar Bentham del Panopticon o el fet de vigilar amb un sol punt per fer autovigilància.
Bentham també va aportar petites mesures que van influenciar el pensament d'Adam Smith. Encara que majoritàriament, Smith va donar a Bentham idees sobre la jove economia liberal, la qual va defensar i promoure la utilitat de la producció industrial i l'estimulació de la societat.
Davant d'aquestes idees, Bentham va agafar molt protagonisme en els liberalisme anglès, on va ser un referent i en el camí cap a la modernitat i la democràcia. Per això va ser ciutadà d'honor de la República francesa encara que ell va ser crític amb la I República francesa pel fet d'agafar un caràcter tan inestable i violent. També va criticar a Rousseau per defensar que totes les persones que naixien eren bones i la societat els feia dolents. (Aquí es veu la seva influència empirista i amb tocs d'escepticisme, influïda per David Hume i John Locke).
El pensament utilitarista, individual i liberal de Bentham va suposar un canvi important en la concepció de fer lleis, reformes socials, triar segons la seva utilitat i no tant per la moralitat, buscar la satisfacció màxima per la màxima de gent possible. Les seves influències van ser notables amb Stuart Mill, Peter Singer i altres personalitats del món britànic i utilitarista.

## Curiositats
A la sèrie televisiva Lost, al personatge protagonitzat per l'actor Terry O'Quinn (inicialment John Locke a la sèrie) se li dona una nova documentació en la que s'anomena Jeremy Bentham.